# Cucullia albifuscata
Cucullia albifuscata är en fjärilsart som beskrevs av Antonius Johannes Theodorus Janse 1939. Cucullia albifuscata ingår i släktet Cucullia och familjen nattflyn. Inga underarter finns listade i Catalogue of Life.